# Moussa N'Diaye (calciatore)
Moussa N'Diaye (Pire, 20 febbraio 1979) è un ex calciatore senegalese, di ruolo centrocampista.

## Carriera
Ha giocato, fra le altre squadre, anche per il Monaco e per il Sedan. Ha partecipato con la Nazionale senegalese alla Coppa del Mondo 2002. Da Agosto 2013 gioca con il Battaglia Terme.

## Palmarès

### Club

#### Competizioni nazionali
- Campionato francese: 1

Monaco: 1999-2000